# احمد المحمدی
احمد المحمدی (عربی: أحمد عيسى المحمدى عبد الفتاح؛ زاده ۹ سپتامبر ۱۹۸۷) یک بازیکن فوتبال اهل مصر است.
وی همچنین در تیم ملی فوتبال مصر بازی کرده‌است.